# Sarala Devi Chaudhurani
Sarala Devi Chaudhurani, död 1945, var en indisk feminist. 
Hon var grundaren av Bharat Stree Mahamandal 1910. 